# ミラノ
ミラノ（伊: Milano [miˈlaːno] ( 音声ファイル)）は、イタリア北部にある都市で、ミラノ県の県都およびロンバルディア州の州都である。イタリアを代表する世界都市の一つ。イタリア語のアクセントの関係でミラーノと記されることもある。英語ではミラン（英: Milan [mᵻˈlæn, mᵻˈlɑːn]）、フランス語ではミラン（仏: Milan）、ドイツ語ではマイラント（独: Mailand）、スペイン語ではミラン（西: Milán）、ラテン語ではメディオラーヌム（羅: Mediolanum）という。

## 概要
ミラノは北イタリアに位置し、商業・工業・金融・観光の街として国際的に著名な世界都市である。
1982年に160万7,804人いた人口は、その後の1990年代ごろからの近郊都市へのドーナツ化現象による人口流出の影響で長く減り続けたが、ここ数年はおよそ130万人前後の人口で落ち着いており（2013年時点の人口は132万4,169人）、首都・ローマに次ぐ第二の都市人口を有する。また、近郊を含む都市圏人口は2021年の調査で約499万人であり、イタリアで最大の都市圏を形成している。日本の稚内市とほぼ同緯度に位置するが、最寒月の平均気温はおよそ5℃程度と比較的温暖である。
ミラノ・コレクションなどで知られるように、古くから服飾・繊維産業などファッション関連の産業が盛んな土地柄であり、「ファッションの都」と称される。近年は航空産業や自動車産業、精密機器工業なども発達しており、イタリア最大級の経済地域を形成している。
日本の民間研究所が2016年に発表した「世界の都市総合力ランキング」では、世界31位と評価された。また、アメリカのシンクタンクが2016年に発表した世界都市ランキングでは世界45位と評価された。

## 地理

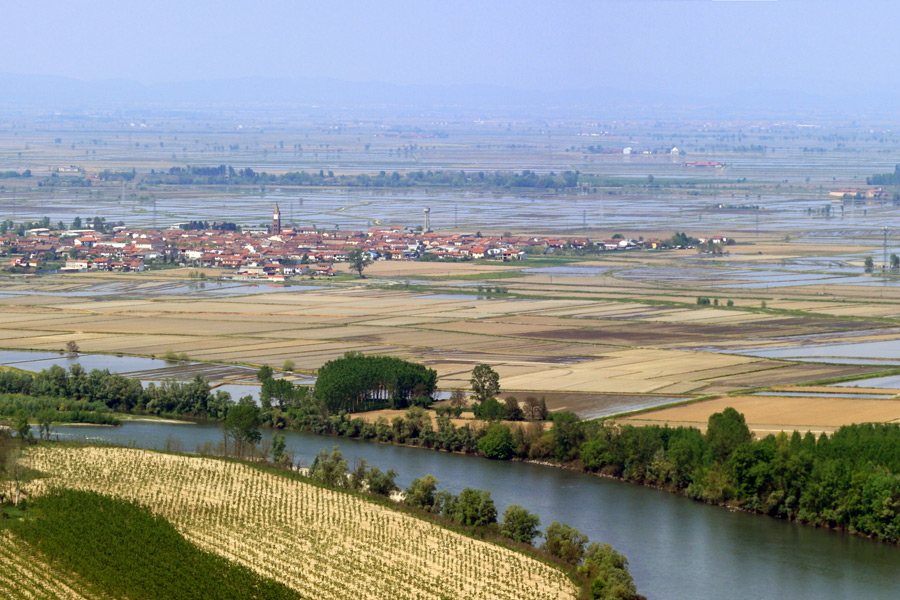
ポー平原の水田

ミラノはイタリア北部でトリノ、パルマなどの都市とともにポー平原に位置し、南にポー川、北にコモ湖などのあるアルプス山麓が位置する。地形は平坦で標高は122m。

### 地震分類
イタリアの地震リスク階級では、「地震活動はやや弱い」の「ゾーン3」に分類される
。

## 気候
ケッペンの気候区分によると、ミラノの気候は温暖湿潤気候（Cfa）に属する。
北緯45度に位置するにもかかわらず、北大西洋海流の影響により、冬季の気温が高い。最寒月である1月の日平均気温が3.2℃、平均最低気温は-0.4℃と、低緯度である北緯34度に位置する伊賀市と同程度の気温である。また、日本の都市と比べると降雪量も少ない。
| ミラノ（ミラノ・リナーテ空港：標高107m、1971 - 2000年、極値1946年 - ）の気候 | ミラノ（ミラノ・リナーテ空港：標高107m、1971 - 2000年、極値1946年 - ）の気候 | ミラノ（ミラノ・リナーテ空港：標高107m、1971 - 2000年、極値1946年 - ）の気候 | ミラノ（ミラノ・リナーテ空港：標高107m、1971 - 2000年、極値1946年 - ）の気候 | ミラノ（ミラノ・リナーテ空港：標高107m、1971 - 2000年、極値1946年 - ）の気候 | ミラノ（ミラノ・リナーテ空港：標高107m、1971 - 2000年、極値1946年 - ）の気候 | ミラノ（ミラノ・リナーテ空港：標高107m、1971 - 2000年、極値1946年 - ）の気候 | ミラノ（ミラノ・リナーテ空港：標高107m、1971 - 2000年、極値1946年 - ）の気候 | ミラノ（ミラノ・リナーテ空港：標高107m、1971 - 2000年、極値1946年 - ）の気候 | ミラノ（ミラノ・リナーテ空港：標高107m、1971 - 2000年、極値1946年 - ）の気候 | ミラノ（ミラノ・リナーテ空港：標高107m、1971 - 2000年、極値1946年 - ）の気候 | ミラノ（ミラノ・リナーテ空港：標高107m、1971 - 2000年、極値1946年 - ）の気候 | ミラノ（ミラノ・リナーテ空港：標高107m、1971 - 2000年、極値1946年 - ）の気候 | ミラノ（ミラノ・リナーテ空港：標高107m、1971 - 2000年、極値1946年 - ）の気候 |
| 月                                                                           | 1月                                                                          | 2月                                                                          | 3月                                                                          | 4月                                                                          | 5月                                                                          | 6月                                                                          | 7月                                                                          | 8月                                                                          | 9月                                                                          | 10月                                                                         | 11月                                                                         | 12月                                                                         | 年                                                                           |
| ---------------------------------------------------------------------------- | ---------------------------------------------------------------------------- | ---------------------------------------------------------------------------- | ---------------------------------------------------------------------------- | ---------------------------------------------------------------------------- | ---------------------------------------------------------------------------- | ---------------------------------------------------------------------------- | ---------------------------------------------------------------------------- | ---------------------------------------------------------------------------- | ---------------------------------------------------------------------------- | ---------------------------------------------------------------------------- | ---------------------------------------------------------------------------- | ---------------------------------------------------------------------------- | ---------------------------------------------------------------------------- |
| 最高気温記録 °C （°F）                                                       | 21.7 (71.1)                                                                  | 23.8 (74.8)                                                                  | 26.9 (80.4)                                                                  | 32.4 (90.3)                                                                  | 35.5 (95.9)                                                                  | 36.6 (97.9)                                                                  | 37.2 (99)                                                                    | 36.9 (98.4)                                                                  | 33.0 (91.4)                                                                  | 28.2 (82.8)                                                                  | 23.0 (73.4)                                                                  | 21.2 (70.2)                                                                  | 37.2 (99)                                                                    |
| 平均最高気温 °C （°F）                                                       | 5.9 (42.6)                                                                   | 9.0 (48.2)                                                                   | 14.3 (57.7)                                                                  | 17.4 (63.3)                                                                  | 22.3 (72.1)                                                                  | 26.2 (79.2)                                                                  | 29.2 (84.6)                                                                  | 28.5 (83.3)                                                                  | 24.4 (75.9)                                                                  | 17.8 (64)                                                                    | 10.7 (51.3)                                                                  | 6.4 (43.5)                                                                   | 17.7 (63.9)                                                                  |
| 日平均気温 °C （°F）                                                         | 2.5 (36.5)                                                                   | 4.7 (40.5)                                                                   | 9.0 (48.2)                                                                   | 12.2 (54)                                                                    | 17.0 (62.6)                                                                  | 20.8 (69.4)                                                                  | 23.6 (74.5)                                                                  | 23.0 (73.4)                                                                  | 19.2 (66.6)                                                                  | 13.4 (56.1)                                                                  | 7.2 (45)                                                                     | 3.3 (37.9)                                                                   | 13.0 (55.4)                                                                  |
| 平均最低気温 °C （°F）                                                       | −0.9 (30.4)                                                                  | 0.3 (32.5)                                                                   | 3.8 (38.8)                                                                   | 7.0 (44.6)                                                                   | 11.6 (52.9)                                                                  | 15.4 (59.7)                                                                  | 18.0 (64.4)                                                                  | 17.6 (63.7)                                                                  | 14.0 (57.2)                                                                  | 9.0 (48.2)                                                                   | 3.7 (38.7)                                                                   | 0.1 (32.2)                                                                   | 8.3 (46.9)                                                                   |
| 最低気温記録 °C （°F）                                                       | −15.0 (5)                                                                    | −15.6 (3.9)                                                                  | −7.4 (18.7)                                                                  | −2.5 (27.5)                                                                  | −0.8 (30.6)                                                                  | 5.6 (42.1)                                                                   | 8.4 (47.1)                                                                   | 8.0 (46.4)                                                                   | 3.0 (37.4)                                                                   | −2.3 (27.9)                                                                  | −6.2 (20.8)                                                                  | −13.6 (7.5)                                                                  | −15.6 (3.9)                                                                  |
| 降水量 mm （inch）                                                           | 58.7 (2.311)                                                                 | 49.2 (1.937)                                                                 | 65.0 (2.559)                                                                 | 75.5 (2.972)                                                                 | 95.5 (3.76)                                                                  | 66.7 (2.626)                                                                 | 66.8 (2.63)                                                                  | 88.8 (3.496)                                                                 | 93.1 (3.665)                                                                 | 122.4 (4.819)                                                                | 76.7 (3.02)                                                                  | 61.7 (2.429)                                                                 | 920.1 (36.224)                                                               |
| 平均降水日数 （≥1.0 mm）                                                     | 6.7                                                                          | 5.3                                                                          | 6.7                                                                          | 8.1                                                                          | 8.9                                                                          | 7.7                                                                          | 5.4                                                                          | 7.1                                                                          | 6.1                                                                          | 8.3                                                                          | 6.4                                                                          | 6.3                                                                          | 83.0                                                                         |
| % 湿度                                                                       | 86                                                                           | 78                                                                           | 71                                                                           | 75                                                                           | 72                                                                           | 71                                                                           | 71                                                                           | 72                                                                           | 74                                                                           | 81                                                                           | 85                                                                           | 86                                                                           | 77                                                                           |
| 平均月間日照時間                                                             | 58.9                                                                         | 96.1                                                                         | 151.9                                                                        | 177.0                                                                        | 210.8                                                                        | 243.0                                                                        | 285.2                                                                        | 251.1                                                                        | 186.0                                                                        | 130.2                                                                        | 66.0                                                                         | 58.9                                                                         | 1,915.1                                                                      |
| 出典：Servizio Meteorologico                                                 |                                                                              |                                                                              |                                                                              |                                                                              |                                                                              |                                                                              |                                                                              |                                                                              |                                                                              |                                                                              |                                                                              |                                                                              |                                                                              |

## 都市景観

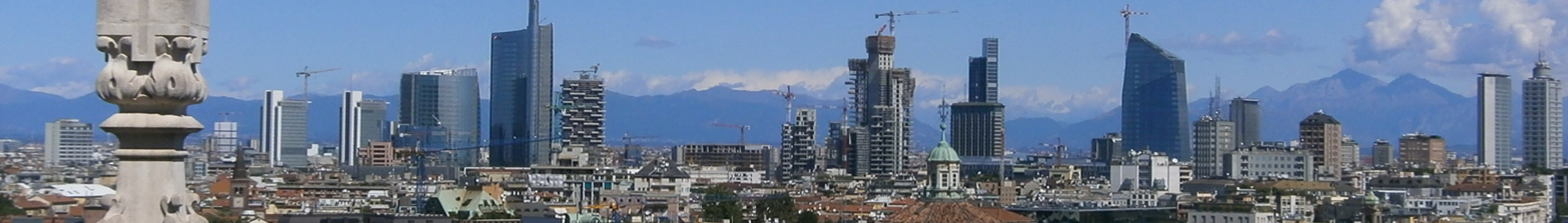
アルプス山脈を背景としたミラノの街並み

## 人口統計
現在ミラノの人口はおよそ140万人（ミラノ都市圏はおよそ435万人）で、ローマに続くイタリアで2番目に大きな都市である。ミラノは国際的な都市で、アジア系（おもにフィリピン人、中国人、スリランカ人）、ラテンアメリカ系（おもにペルー人、エクアドル人）や北アフリカ系（おもにエジプト人やモロッコ人）が多い。ミラノはイタリア第一の中華街がある。ミラノはイタリア経済と金融の中心地で、領事館や機関の数も多い。ミラノにはイタリア最多のおよそ2,000人の日本人が在住しており、日本人学校も存在する。ミラノの人口は1900年に50万を超え、1933年に100万、1971年に173万を超えたが、その後人口が減少し2001年にはおよそ125万人だった。

## 歴史

### 古代
ミラノは古代ローマ時代にはメディオラヌム（メディオラーヌム）と称され、紀元前600年のケルト人（インスブレス人）の町で聖域を意味する Medhelanon をラテン語化した名前から来ている。前222年にローマが征服したが、そのどちらにもMediolanum（平原の真中）と称され、293年から402年まではMailandとも称された。その後はローマ帝国のもとで繁栄した。4世紀、司教アンブロジウスと皇帝テオドシウス1世の時代には西ローマ帝国皇帝の宮殿が置かれ、西ローマ帝国の首都であった。450年ごろ、アッティラに指揮されたフン族の略奪をうけ、539年にはゴート族に破壊されたが、8世紀末ごろに再び繁栄し始めた。

### 中世
中世を通じてミラノは大司教に統治されたが、都市の独立性をある程度保ちながら、下層の封建貴族たちは次第に大司教の世俗的支配から脱していった。東ゴート王国、東ローマ帝国、ランゴバルド王国の時代を過ぎ、11世紀にはそうした貴族たちがミラノを富裕な自治都市へと変化させ、成長の回復と神聖ローマ帝国からの独立を果たした。1162年、ミラノは神聖ローマ帝国のフリードリヒ1世の軍隊に破壊された。しかしすぐに復興し、ロンバルディア同盟を結成して、1176年にはレニャーノの近くでフリードリヒ1世を打ち破った。この勝利でミラノは新しい繁栄の時代を迎えた。1277年、貴族のヴィスコンティ家が、領主のデッラ・トッレ家からミラノの統治権を奪った。

### ミラノ公国
中世後期とルネサンス時代にはミラノはヴィスコンティ家とスフォルツァ家のミラノ公国になった。1395年にミラノ公の称号を授かった初代ミラノ公ジャン・ガレアッツォ・ヴィスコンティ（1351年-1402年）の時代には繁栄をきわめ、黄金時代を迎え、ヴィスコンティ家の支配は1447年まで続いた。
1450年には軍人フランチェスコ・スフォルツァが権力を握り、ミラノの統治者としての地位を固めた。続いて息子ルドヴィーコは学芸の保護にも熱心でレオナルド・ダ・ヴィンチをミラノに迎えた。しかし、15世紀の北部イタリアの拡張時代後の1500年、フランス軍がこの町を占領。このときレオナルドもミラノを去るがのちに再訪、約20数年の滞在はこの地にミラノ派とよばれる画派を生んだ。スフォルツァ家はフランス、スイス、オーストリアに操られながらも支配を続けた。1535年にスフォルツァ家の血筋が途絶え、ミラノ公国は終焉した。

### 諸外国の支配
イタリア戦争後のカトー・カンブレジ条約（1559年）により、ミラノは神聖ローマ帝国、次いでスペインハプスブルク家の統治下に入った。18世紀初頭のスペイン継承戦争後、1714年のラシュタット条約によってオーストリア・ハプスブルク家に帰属することになった。ナポレオンは、1796年のイタリア戦役 (1796-1797年)でオーストリアの統治者を追い出し、ミラノをチザルピーナ共和国、イタリア共和国 (1802年-1805年)、イタリア王国 (1805年-1814年)の首都とした。1815年、ミラノは、ロンバルド＝ヴェネト王国としてオーストリアの手に戻った。
1848年にミラノはイタリア統一運動の中心地となり、短期間だがヨーゼフ・ラデツキーのオーストリア軍を追放した（ミラノの5日間）。1859年の第二次イタリア独立戦争のソルフェリーノの戦いの結果、オーストリアはイタリアに対する影響力を喪失し、フランスの援助を受けたサルデーニャ王国がミラノをオーストリアから奪取した。

### イタリア王国
1861年にミラノはイタリア王国の一部に編入され、引き続き発展した。
第二次世界大戦では、イタリアが降伏した1943年以降にドイツ軍およびサロ政権の統治下に入ったため、イギリス軍やアメリカ軍をはじめとした連合国軍による激しい爆撃を受けたが、戦後急速に発展して復興をとげた。ミラノは文化的にも戦後のモダン・デザインの発信地として知られ、国際デザイン美術展であるミラノ・トリエンナーレが開催されている。

## 対外関係

### 姉妹都市・提携都市
ミラノは14都市の姉妹都市を有している：
| - ベツレヘム（パレスチナ国） - バーミンガム（イギリス連合王国 イングランド国） - シカゴ（アメリカ合衆国） - ダカール（セネガル共和国） - フランクフルト・アム・マイン（ドイツ連邦共和国） - クラクフ（ポーランド共和国） - リヨン（フランス共和国） | - メルボルン（オーストラリア連邦） - 大阪市（日本国 近畿地方 大阪府） - サンパウロ（ブラジル連邦共和国） - 上海（中華人民共和国） - テルアビブ（イスラエル国） - 大邱（大韓民国） - トロント（カナダ連邦） |

## 経済

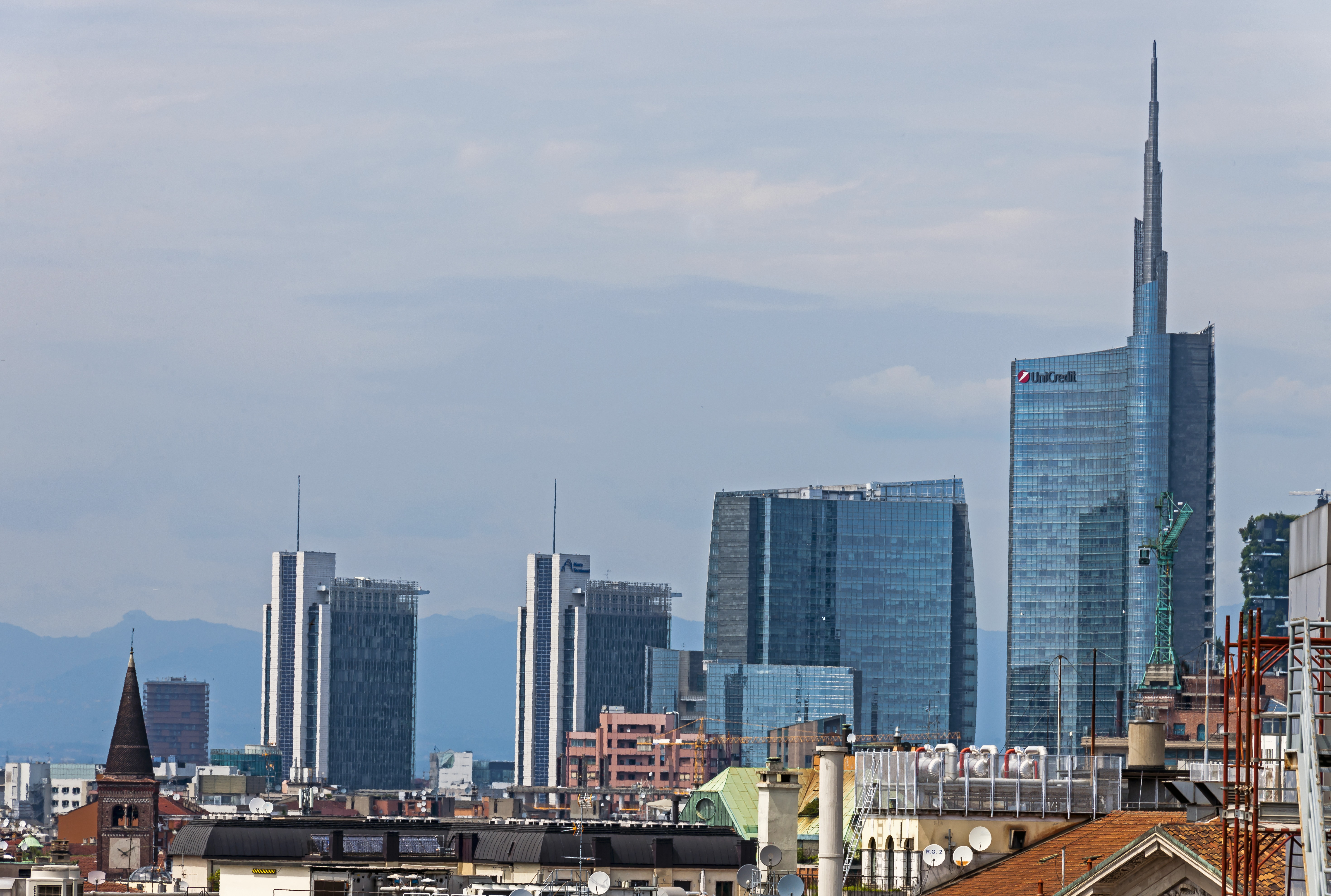
ミラノの中心業務地区

### 第二次産業

#### 工業
化学工業と繊維ではイタリアの諸都市をリードし、航空機、イタリア車（自動車）、機械やガラス、皮革、ゴム製品、製薬なども重要な産業である。
陶磁器では、現在ケリング傘下のリチャード＝ジノリがある。

### 第三次産業

#### 金融業
数多くの金融機関が集まり、イタリアの主要な株式取引所がある。また、毎年4月に国際貿易フェアが開催される。
アメリカのダウ・ジョーンズらの2013年の調査によると、世界35位の金融センターと評価されており、イタリアの都市では1位である。

### 情報・通信

#### マスメディア
芸能文化
出版業や音楽産業等の法人が数多く集まる。

### アパレル
ミラノ・コレクションが開催される地であり、アパレル産業が盛んである。おもなファッションブランドでは、エルメネジルド・ゼニア、プラダ、ヴェルサーチ、アルマーニ、ジャンフランコ・フェレ、ナラカミーチェ、ドルチェ&ガッバーナ、マルニ、ダウンのタバサ、新進の時計ガガミラノなどの創業地であるほか、ヴァレンティノ、モンクレール、レイバンなどがミラノに本社を置く。
トラサルディなどミラノ近郊ロンバルディア州内を創業地とするブランドもあり、また、ミラノから60kmほどのスイス連邦のイタリア語圏、ティチーノ州ルガーノにはボッテガ・ヴェネタの本社機能が置かれている。
1971年にヴァレンティノ・ガラヴァーニがミラノにブティックを開店し本社機能も移転、これを機にイタリアン・ファッションの中心地はローマから徐々にミラノへ移っていくこととなった。

## 観光

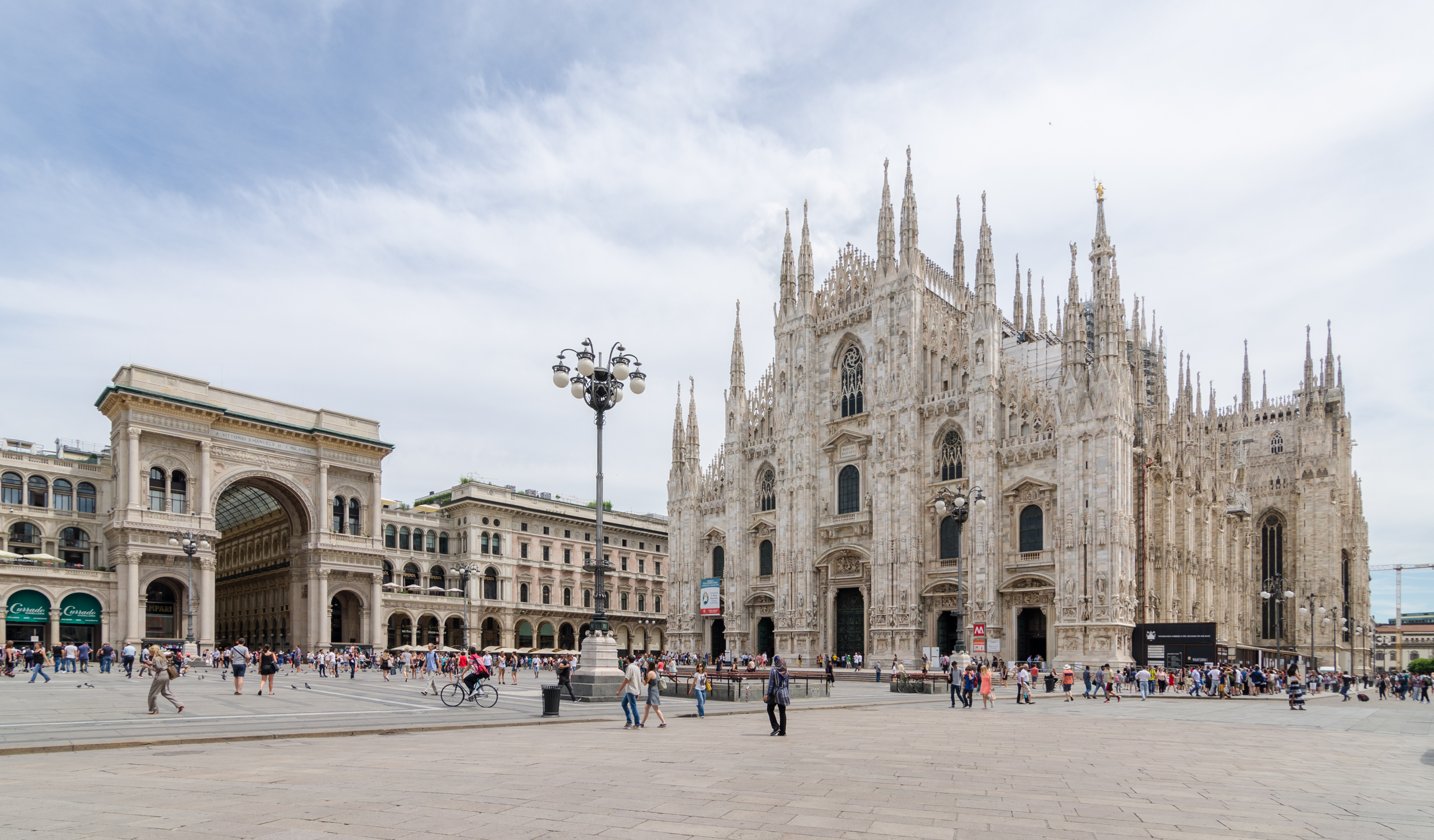
ミラノのドゥオーモとガッレリア (左)

### 名所・旧跡
- スフォルツァ城（スフォルツェスコ城）
- ヴィットーリオ・エマヌエーレ2世のガッレリア
- ドゥオーモ（ミラノ大聖堂）
- 大聖堂広場
- レオナルド・ダ・ヴィンチ作『最後の晩餐』（サンタ・マリア・デッレ・グラツィエ教会）
- サンタンブロージョ教会
- サン・ロレンツォ大聖堂
- サンテウストルジョ聖堂
- サン・ナザロ・マッジョーレ聖堂

### 観光スポット
- モンテナポレオーネ通り
- スカラ座
- ブレラ絵画館
- 近代美術館 (la Galleria d'Arte Moderna)
- レオナルド・ダ・ヴィンチ国立科学技術博物館
- バガッティ・ヴァルセッキ美術館（英語版）
- ナヴィリオグランデ運河（英語版）
- ボスコ・ヴェルティカーレ

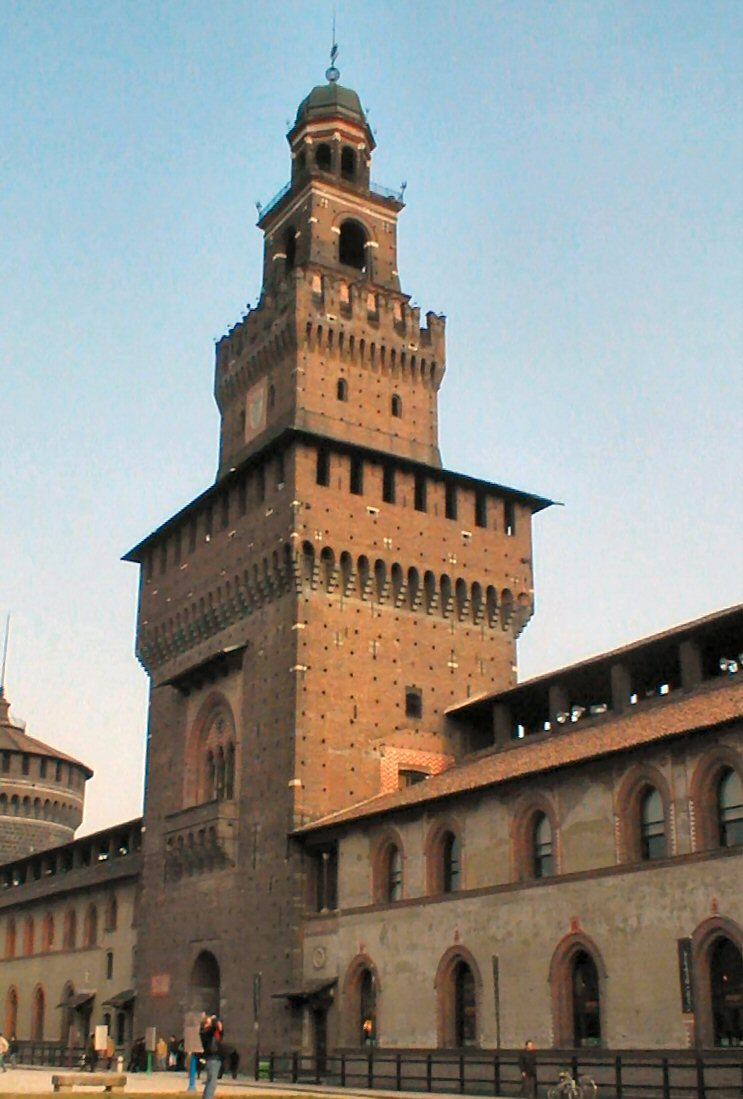
スフォルツァ城
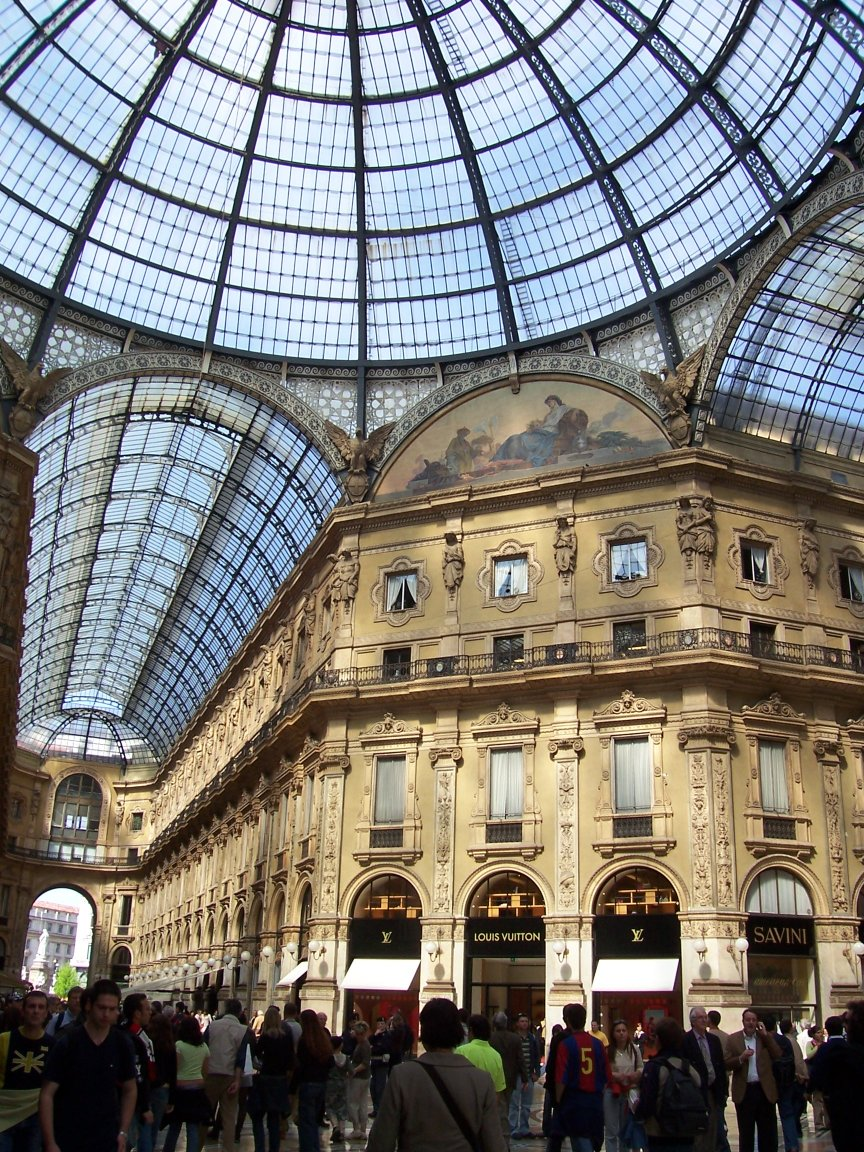
ヴィットーリオ・エマヌエーレ2世のガッレリア
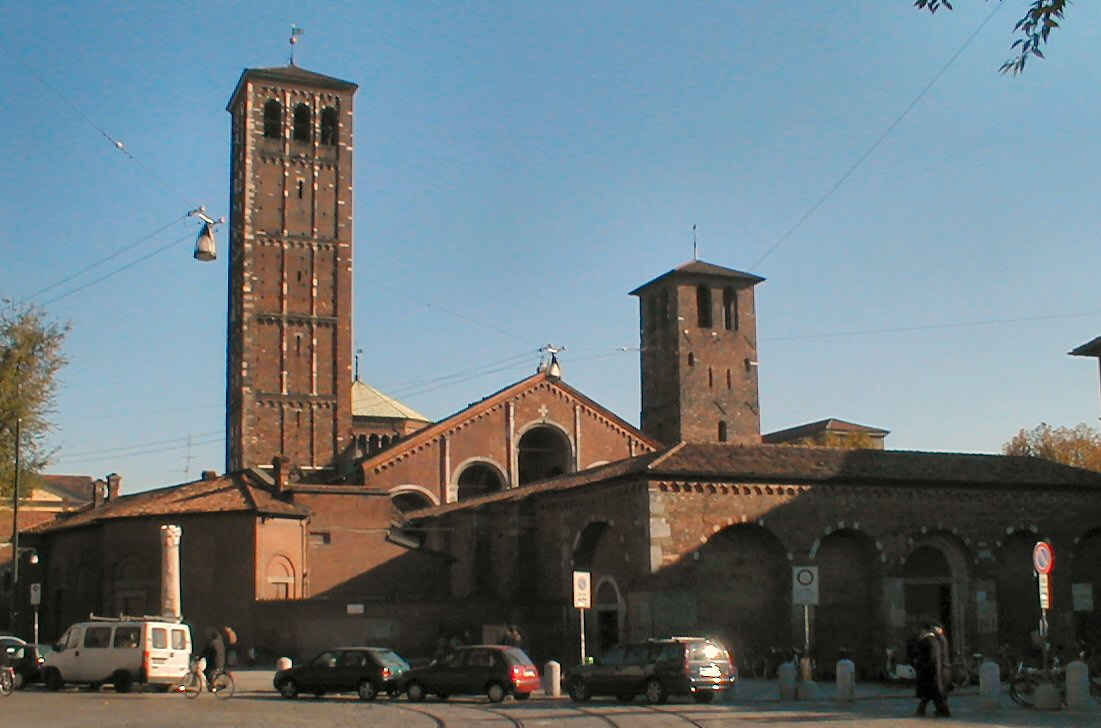
サンタンブロージョ教会
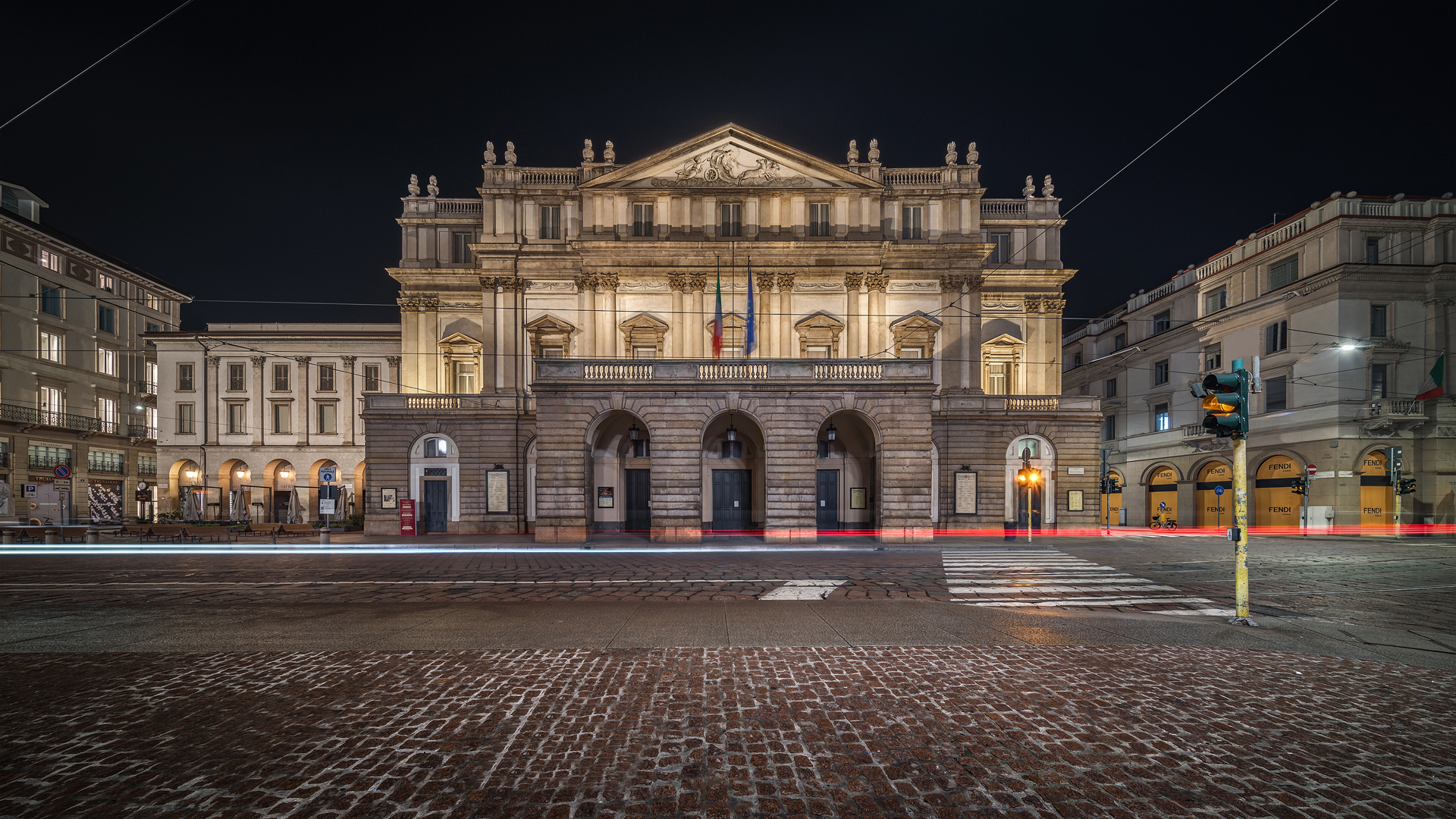
スカラ座
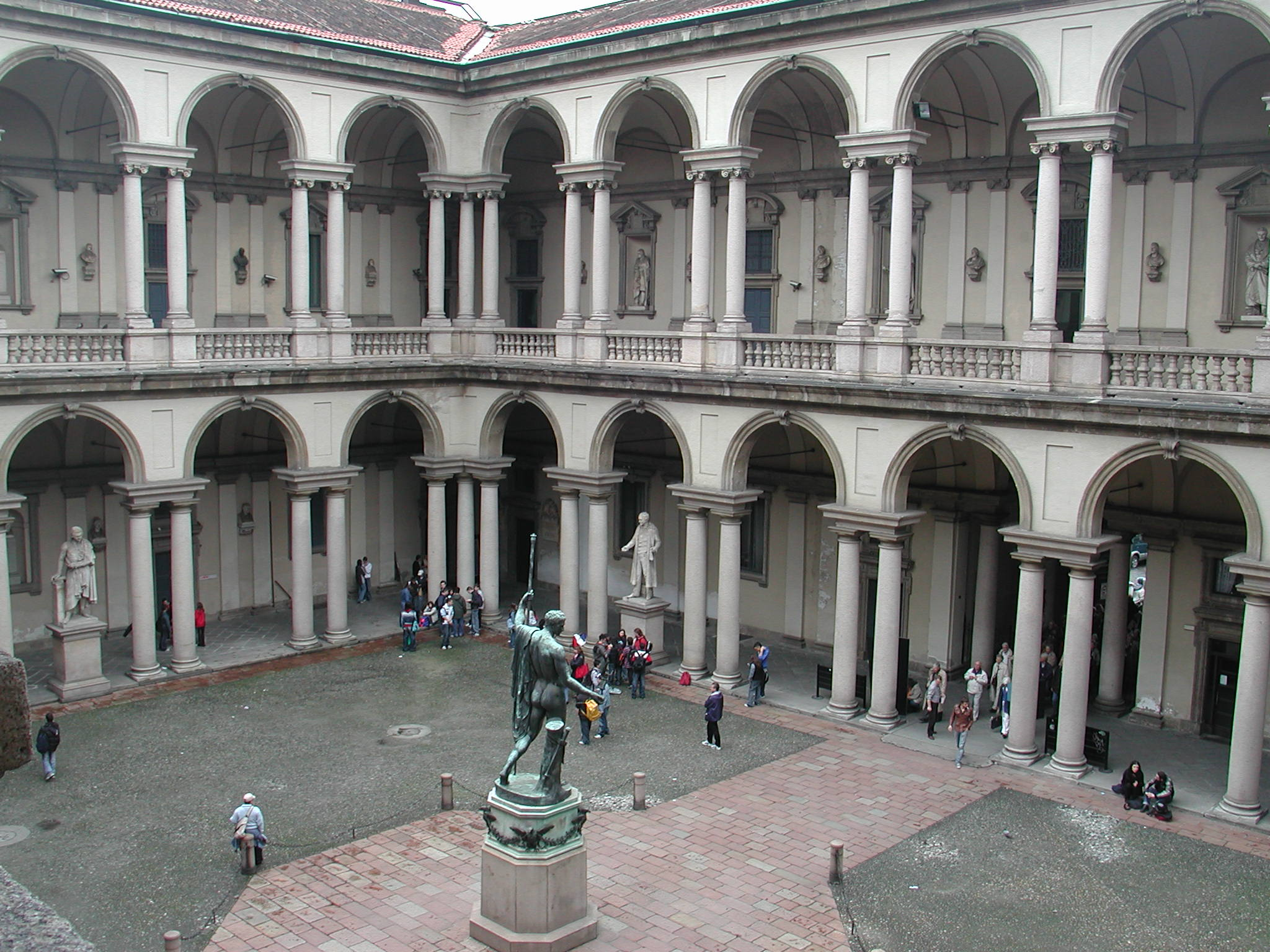
ブレラ絵画館
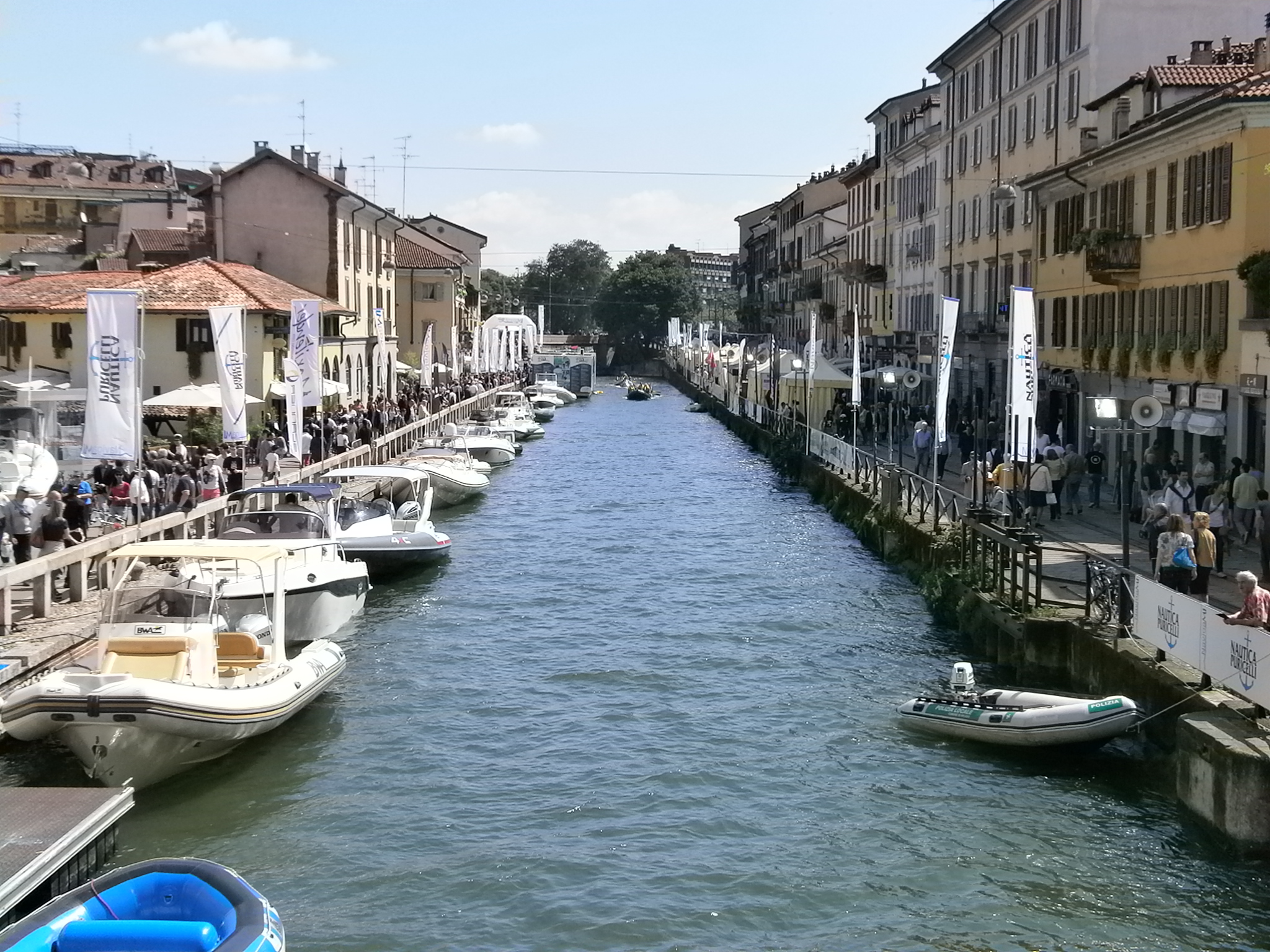
ナヴィリオグランデ運河

## 文化

### 祭事
2015年には「地球に食料を、生命にエネルギーを (Feeding The Planet, Energy For Life)」をテーマにしたミラノ国際博覧会が開催された。

### 食文化
- ミラノ風リゾット - ミラノ風カツレツ
- オッソ・ブーコ - パネットーネ

### スポーツ
2026年に、ミラノとコルティーナ・ダンペッツォの共催でミラノ・コルティナダンペッツォオリンピック・パラリンピックが開催される予定である。

#### サッカー
ミラノでもっとも人気のスポーツはサッカーであり、セリエAに所属するACミランおよびインテル・ミラノは、イタリア国内のみならず世界的にも非常に有名なスポーツクラブである。両クラブともにジュゼッペ・メアッツァ（サン・シーロ）をホームスタジアムとしている。なお、現在は建て替え計画が進んでおり、新スタジアムは2027年をめどに完成を目指す予定となっている。

#### その他の競技
バスケットボールでは、レガ・バスケット・セリエAに所属しているオリンピア・ミラノが存在する。自転車ロードレースでは、クラシックレースの1つとされ、毎年春先に行われているミラノ〜サンレモのスタート地点でもある。さらにグランツールで最初に開催され、イタリアを一周するステージレースであるジロ・デ・イタリアでゴール地点に多く利用されている。

## 教育

### 大学
- ミラノ大学
- ミラノ音楽院（音楽大学）
- ミラノ工科大学
- ボッコーニ大学
- サクロ・クオーレ・カトリック大学

### 日本人学校
- ミラノ日本人学校

## 交通

### 空路

#### 空港
- ミラノ・マルペンサ空港（市外）
- ミラノ・リナーテ空港 - おもに国内・欧州近距離便
- オーリオ・アル・セーリオ空港（市外）- おもにLCCが使用

ミラノ・マルペンサ空港と成田国際空港との間にアリタリア航空が直行便を運航していた。以前は日本航空も直行便を運航していたが、その後撤退しており、現在は日本との直行便は就航していない。2020年度からは全日本空輸が東京国際空港から直行便を開設する予定であったが、COVID-19の影響で開設時期が延期となり、2024年12月3日より開設された（週3運航）。

### 鉄道
- ミラノ交通公社（英語版）- 市内公共交通を運営。ミラノ地下鉄、ミラノ市電、ミラノ・トロリーバス（英語版）など。
- ミラノ近郊鉄道 - 2011年以降、民間企業のトレノード（英語版）により運営されている。主要駅はガリバルディ駅。
- トレニタリア - 都市間輸送を担当。主要駅はミラノ中央駅、ミラノ・ロゴレード駅など。

## 著名な出身者

### 皇帝・教皇
| - ディディウス・ユリアヌス（第19代ローマ皇帝） | - ピウス4世（第224代ローマ教皇） |

### 王族・貴族
| - アウグスト（ロイヒテンベルク公） - マリア・レオポルディーネ・フォン・エスターライヒ＝エステ（バイエルン選帝侯妃） - カテリーナ・スフォルツァ（女傑として知られる領主） - ビアンカ・マリア・スフォルツァ（神聖ローマ皇后） - マッシミリアーノ・スフォルツァ（貴族、ミラノ公） - マリーア・アデライデ・ダズブルゴ＝ロレーナ（サルデーニャ王妃） | - フランチェスコ4世（貴族、モデナ公） - アメリー・ド・ボアルネ（ブラジル皇后） - ジョゼフィーヌ・ド・ボアルネ（スウェーデン王妃） - ヴァランティーヌ・ヴィスコンティ（オルレアン王妃） - ジュゼッペ・カスティリオーネ（聖職者） |

### 学者
| - ジェロラモ・カルダーノ（数学者） - エルコレ・デンボウスキー（天文学者） - チェーザレ・ベッカリーア（法学者、経済学者） - エンリコ・ボンビエリ（数学者） | - ジュリアーノ・ボンファンテ（言語学者） - ジュゼッペ・メルカリ（火山学、地震学者） - アンニーバレ・リッコ（天文学者） |

### 政治家・軍人
| - ベッティーノ・クラクシ（政治家） - ファウスト・ベルティノッティ（政治家） - シルヴィオ・ベルルスコーニ（政治家） | - マッテオ・サルヴィーニ（政治家） - ヘンリー・オブ・バッテンバーグ（軍人） - エルネスト・テオドロ・モネータ（ジャーナリスト） |

### 音楽家
| - クラウディオ・アバド（指揮者） - ダニエレ・ガッティ（指揮者） - ピエロ・コッポラ（指揮者） - ジュゼッペ・サンマルティーニ（作曲家、演奏家） - リッカルド・シャイー（指揮者） - チェーザレ・シエピ（バス歌手） | - ジョルジォ・コロンボ・タッカーニ（作曲家） - ジョヴァンニ・パオロ・チーマ（作曲家、演奏家） - ジャナンドレア・ノセダ（指揮者） - マウリツィオ・ポリーニ（ピアニスト） - エンリコ・マイナルディ（演奏家） - アントニオ・ヤニグロ（演奏家、指揮者） | - カルロ・リッツィ（指揮者） - アンドレア・レオナルディ（作曲家、音楽プロデューサー） - ニーノ・ロータ（作曲家） - エンリーコ・イントラ（ジャズ・ピアニスト、作曲家） |

### 芸術家
| - ジュゼッペ・アルチンボルド（画家） - シルビオ・ガザニガ（彫刻家） - ルイージ・カニョーラ（建築家） - グイド・クレパックス（漫画家） - ジョゼフ＝マリー・ロ・デュカ（著述家） - オリビエーロ・トスカーニ（写真家） | - ジオ・ポンティ（建築家、デザイナー） - ブルーノ・ムナーリ（美術家、肩書多数） - ミケランジェロ・メリージ（カラヴァッジオ）（画家） - アルド・ロッシ（建築家） - マッシモ・ヴィネッリ（デザイナー） |

### 映画・芸能
| - ディーノ・リージ（映画監督） - アルベルト・ラットゥアーダ（映画監督） - ルキノ・ヴィスコンティ（映画監督） - ヴィットーリオ・ムッソリーニ（映画プロデューサー） | - アンドレア・オキピンティ（俳優、映画プロデューサー） - ディエゴ・アバタントゥオーノ（俳優） - グレタ・スカッキ（女優） - りりあん（グラビアアイドル） |

### スポーツ選手
| - グロリア・アゴリアーティ（フィギュアスケート選手） - アルベルト・アスカリ（レーシングドライバー） - ミケーレ・アルボレート（レーシングドライバー） - ルカ・アントニーニ（サッカー選手） - シルビア・ファリナ・エリア（テニス選手） - ウルバーノ・カイロ（実業家、サッカークラブ会長） - イヴァン・カペリ（レーシングドライバー） - カルロ・クディチーニ（サッカー選手） - パオロ・コッツィ（バレーボール選手） - マッシモ・ゴッビ（サッカー選手） - ジュゼッペ・ザッペッラ（サッカー選手） - マッテオ・ザンニ（フィギュアスケート選手） - ダヴィデ・ディ・ジェンナーロ（サッカー選手） - マルコ・ジョヴァンネッティ（自転車選手） - エレオノーラ・アンナ・ジョルジ（陸上選手） | - フランチェスカ・スキアボーネ（テニス選手） - ワルテル・ゼンガ（サッカー選手、チーム監督） - ランフランコ・デットーリ（騎手） - マルコ・デルヴェッキオ（サッカー選手） - ネッロ・パガーニ（モーターバイクレーサー） - ルチア・バレリオ（テニス選手） - ルシアン・ビアンキ（レーシングドライバー） - ステファニー・ビアンキーニ（ボクサー） - アレッサンドロ・ピストーネ（サッカー選手） - カミラ・ピストレッロ（フィギュアスケート選手） - ヴィッキー・ピリア（レーシングドライバー） - カルロ・ファッシ（フィギュアスケート選手） - コラード・ファビ（レーシングドライバー） - テオ・ファビ（レーシングドライバー） - ガンディ・ブッシュ（フィギュアスケート選手） | - クリスティアン・ブロッキ（サッカー選手） - ルイージ・ベッカリ（陸上競技選手） - ジュゼッペ・ベルゴミ（サッカー選手） - フェデリカ・ペレグリーニ（競泳選手） - マリオ・ベレッタ（サッカー選手、チーム監督） - カルメロ・ボッシ（ボクサー） - アントニオ・マスペス（自転車競技選手） - マウリツィオ・マルガリオ（フィギュアスケート選手） - ヴァレンティーナ・マルケイ（フィギュアスケート選手） - パオロ・マルディーニ（サッカー選手） - アルド・マルデラ（サッカー選手） - デブラ・ミセリー（プロレスラー） - ジュゼッペ・メアッツァ（サッカー選手） - ルカ・ラノッテ（フィギュアスケート選手） |